# Β-内酰胺抗生素
β-內醯胺抗生素（β-lactam antibiotics）是化学结构中具有β-内酰胺环的一大类抗生素，包括青霉素及其衍生物、頭孢菌素、单酰胺环类、碳青霉烯和青霉烯类酶抑制剂等。基本上所有在其分子结构中包括β-内酰胺核的抗生素均属于β內醯胺抗生素。它是现有的抗生素中使用最广泛的一类。

## 临床应用
β-內醯胺抗生素被用来进行预防和治疗受此类抗生素打击的细菌的感染力。过去β-內醯胺抗生素只被用来对付革蘭氏陽性菌，但是通过发展可以对付各种革蘭氏陰性菌的广谱β-內醯胺抗生素提高了其作用范围。

## 作用原理
β-內醯胺抗生素是一种杀菌剂，它抑制细菌细胞壁中肽聚糖的形成。肽聚糖对細菌的细胞壁影响很大、尤其对革兰氏阳性菌细胞壁的结构强度而言。肽聚糖合成的最后一步是由称为青霉素结合蛋白的转肽酶完成的。
β-內醯胺抗生素与D-丙氨酰-D-丙氨酸类似，其末端的氨基酸吸附在正在形成的肽聚糖的前体肽单元上。β內醯胺抗生素与D-丙氨酰-D-丙氨酸结构上的相似使得它们与青霉素结合蛋白结合。β-内酰胺核不可逆地与青霉素结合蛋白的单元结合。这个不可逆的结合使得青霉素结合蛋白无法链接正在形成的肽聚糖层。此外这个结合还可能激活细胞壁中的自溶酶。

## 耐药性原理
β-內醯胺抗生素有一个β-内酰胺环之結構。这些抗生素的效应取决于它们是否能够完整地达到青霉素结合蛋白以及是否能与青霉素结合蛋白结合。因此细菌有两种抵抗β-內醯胺抗生素的方法。
第一个抵抗方法是使用酶水解β-内酰胺环。通过生产β-内酰胺酶等酶，细菌可以解开抗生素中的β-内酰胺环，使得抗生素失效。这些酶的基因可能本身就在细菌的染色体上，也可能通过質粒交换而获得，例如新德里金属β-内酰胺酶（NDM-1）。其基因表現可能是在接触抗生素后开始的。
细菌生产β-内酰胺酶并不表示使用任何β-內醯胺抗生素均无效。有时β-內醯胺抗生素可以与β内酰胺酶抑制剂同时使用。不过在对付任何怀疑生产β-内酰胺酶的细菌时，在使用β-內醯胺抗生素前要仔细評估，尤其因為使用β-內醯胺抗生素可能导致细菌生产β-内酰胺酶。假如在治疗开始时使用β-內醯胺抗生素导致β-内酰胺酶的生产，這会使得此后使用其它β-內醯胺抗生素非常困难。
第二个抵抗方法是使用另一个青霉素结合蛋白。β-内酰胺与这些青霉素结合蛋白的结合不十分好，因此β-内酰胺对这样的细胞壁生产的破坏不很有效。抗藥性金黃色葡萄球菌（MRSA）使用这个方式抵抗β-內醯胺抗生素。这个抵抗手段也全部排除使用β-內醯胺抗生素进行治疗的方法。
另外，还可以通过“流出泵”（efflux pump），直接将药物泵出细菌体外。

## 常见的β-內醯胺抗生素

### 青霉素

#### 窄谱青霉素
- 苄星青霉素
- 青霉素G
- 青霉素V
- 普鲁卡因青霉素

#### 窄谱抗β-内酰胺酶青霉素
- 甲氧苯青霉素
- 双氯西林
- 氟氯西林

#### 中谱青霉素
- 阿莫西林
- 氨苄西林

#### 广谱青霉素
- 复方阿莫西林

#### 超广谱青霉素
- 阿洛西林
- 羧苄青霉素
- 替卡西林
- 美洛西林
- 哌拉西林

### 頭孢菌素

#### 第一代頭孢菌素
- 頭孢氨芐
- 头孢噻吩
- 头孢唑啉

#### 第二代頭孢菌素
抗流感嗜血杆菌。
- 头孢克洛
- 头孢呋辛钠
- 头孢孟多

#### 第二代头霉素类抗生素
抗厌氧细菌
- 头孢替坦
- 头孢西丁

#### 第三代頭孢菌素
广谱。
- 頭孢曲松
- 头孢噻肟

带有抗假单胞菌效应。
- 頭孢他啶

#### 第四代頭孢菌素
广谱，具有加强的抗革蘭氏陽性菌和β-内酰胺酶的性能。
- 头孢吡肟
- 头孢匹罗

### 碳青霉烯类

碳青黴烯類骨幹結構

碳青霉烯类抗生素，最广谱β-內醯胺抗生素
- 伊米配能（带西司他丁）
- 美羅培南
- 厄他培南
- 法罗培南
- 比阿培南

### 单酰胺环类
与其它β-內醯胺抗生素不同的是在单酰胺环类中单酰胺环没有相连的环。因此交叉过敏反应的可能性降低。
- 氨曲南

### β内酰胺酶抑制剂
虽然这些药物含有β-内酰胺环，但是其抗生素作用极小。其作用仅在于防止通过β内酰胺酶结合使得β-內醯胺抗生素失去其效应。它们一般与β-內醯胺抗生素同时使用。
- 克拉维酸
- 他唑巴坦
- 舒巴坦

## 有害影响

### 副作用
β-內醯胺抗生素的副作用包括：腹泻、头晕、疹块、荨麻疹、重叠感染（包括念珠菌）（Rossi，2004年）
偶尔β-內醯胺抗生素还会导致发烧、呕吐、红斑、皮肤炎、血管性水肿和伪膜性肠炎（Rossi，2004年）
β-內醯胺抗生素与β-内酰胺酶抑制剂同时使用时注射处往往会疼痛和发炎。

### 过敏
约10%的病人对β-內醯胺抗生素产生过敏。约0.01%的病人会发生過敏性休克（Rossi，2004年）。约5-10%的病人对青霉素衍生物、頭孢菌素和碳青霉烯类抗生素产生交叉敏感。不过不同的学者对这个结论质疑。
虽然如此假如一个病人对一种β-內醯胺抗生素已经显示过重过敏反应的话，在给他使用其它β-內醯胺抗生素时必须慎重考虑。